# Auguste Rateau

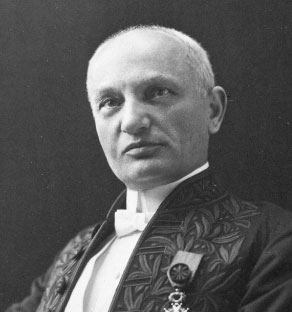
Auguste Rateau

Auguste Camille Edmond Rateau (* 13. Oktober 1863 in Royan; † 13. Januar 1930 in Neuilly-sur-Seine) war ein französischer Bergbau- und Maschinenbau-Ingenieur. Bekannt wurde er durch seine maßgebliche Weiterentwicklung verschiedener Turbomaschinen.

## Leben und Wirken
Nach seinem Studium am Polytechnikum und an der Hochschule für Bergbau in Paris begann Rateau seine Berufstätigkeit als Lehrer an der Hochschule für Bergbau in Saint-Étienne, wo er von 1888 bis 1897 tätig war.
Nach dieser Zeit als Professor gründete Rateau ein Ingenieurbüro in Paris, das sich mit der Entwicklung von Gebläsen für Bergbau und Hüttenwesen befasste. Bald wurde die Produktpalette erweitert und es wurden auch andere Turbomaschinen wie Kreiselpumpen, Dampfturbinen für Dampfschiffe und Turbolader hergestellt. Rateau entwickelte 1900 eine mehrstufige Impuls-Dampfturbine mit axialer Zuführung des Arbeitsmediums (z.B.Dampf) unter Ausnutzung der Austrittsströmung jeder Stufe in der folgenden, die heute auch Rateau-Turbine genannt wird. Schließlich entwickelte Rateau auch eine Gasturbine mit Turbokompressor.
Für die Herstellung und Vermarktung dieser Produkte gründete Rateau 1903 sein eigenes Unternehmen, die Société pour l’exploitation des appareils Rateau, die sich 1917 in La Courneuve niederließ. Dieses Unternehmen war eine der Keimzellen des heutigen Energietechnikkonzerns Alstom.
Im Jahre 1928 gründete Rateau die Französische Gesellschaft für Normung und wurde später ihr Präsident.
Rateau war Kommandant der Ehrenlegion und seit 1918 Mitglied der Französischen Akademie der Wissenschaften.